# Luis Ernesto Olave
Luis Ernesto Olave (Quibdó, 7 de agosto de 1974) es un activista defensor de derechos humanos y político colombiano.

## Biografía
Nació en Quibdó, Chocó en el seno de una familia clase media, conformada por Luis Ernesto y sus padres. Sus primeros años los desarrolló en el Colegio Carrasquilla, para continuar su bachillerato en el Colegio Diego Luis Córdoba, luego de que sus padres Yudy Valencia y Luis Ángel Olave se trasladaran a Bogotá en búsqueda de mejores oportunidades. 
Desde temprana edad se interesó en la política, participando como personero estudiantil y después vinculándose al movimiento de la séptima papeleta, luego de que uno de sus profesores lo invitara a la Universidad Pedagógica para presentarle la iniciativa. Posterior a la separación de sus padres, estuvo por fuera del activismo durante algunos años, donde tuvo que estudiar por la noche y trabajar en el día para ayudar a su madre, fue mensajero, vendedor de libros, de seguros y de artículos de papelería y aseo; para luego poder retomar sus denuncias sobre racismo, ausencia estatal y violencia.
A su llegada a Bogotá fue víctima de racismo, lo que lo motivó a iniciar una campaña de denuncia Internacional para promover igualdad de oportunidades en Colombia para la comunidad negra, pues para él estaba claro la exclusión laboral y el maltrato social. Una experiencia similar ocurrió a la llegada de su primera hija, lo que determinó la iniciativa afroamigos respaldada por el entonces gobierno de Juan Manuel Santos.

## Zonas Vetadas
Según sus denuncias, en regiones como el Chocó abandonadas por el Estado, solo pocos grupos políticos estarían habilitados para  la realización de campañas políticas sin tener que pagar vacunas a los grupos armados territoriales, impidiendo la participación libre en política de la ciudadanía en zonas bien delimitadas.

## Oposición al Puerto en Tribugá
Es conocido por ser opositor al Proyecto Puerto de Tribugá, promovido por varios políticos del Risaralda durante años y presentado ante la opinión pública como una ventana al desarrollo. Sin embargo Olave  denunció desde sus redes sociales que el proyecto solo traería prostitución y pobreza al  Chocó, además de afectar la biodiversidad del Departamento desarrollando una campaña de visibilización para frenar el proyecto que actualmente está suspendido.

## Activismo y Exilio
En 2016 a raíz de amenazas contra su vida, logró medidas cautelares que le permitieron la salida del país al considerar que su vida se encontraba en situación de riesgo para garantizar su activismo político, en tanto se le asignaba un esquema de seguridad.

## Presunto Atentado
Luego de un aparatoso accidente que tuvo lugar mientras se desplazaba entre la vía Pereira -  Quibdó, tuvo que permanecer en la zona sin atención médica durante dos días, hasta que luego de una campaña de visibilización Nacional orientada por el periodista, Gonzalo Guillén, el abogado Augusto Ocampo, y diversos activistas fue posible que fuera atendido y trasladado a un centro de atención médica. Si bien nunca se esclarecieron las razones del accidente se presume que se trató de un sabotaje del vehículo o una falla mecánica de mantenimiento.